# Lampetis guttulata
Lampetis guttulata es una especie de escarabajo del género Lampetis, familia Buprestidae. Fue descrita científicamente por Kraatz en 1898.